# Ivanoe Bonomi

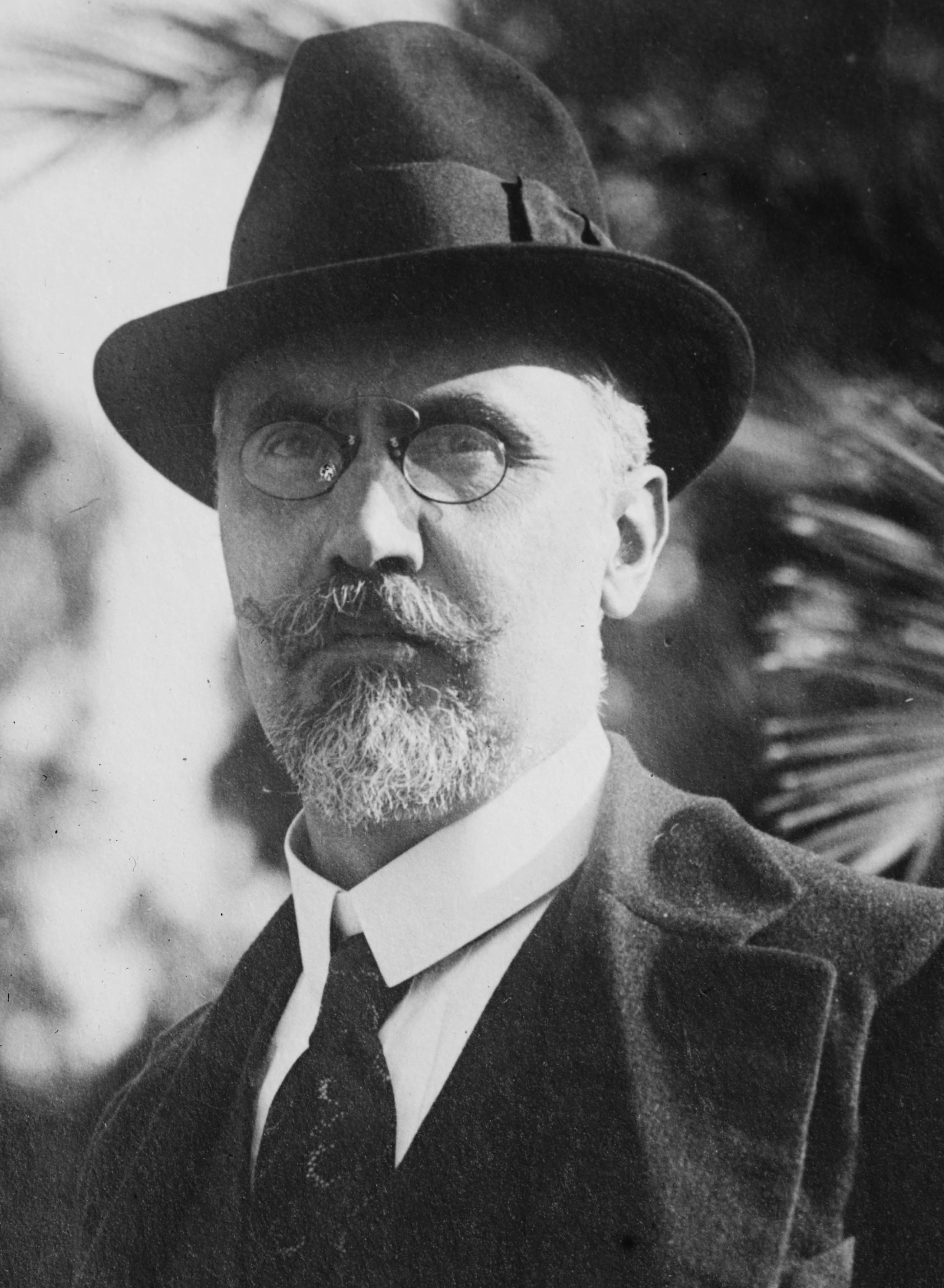
Ivanoe Bonomi

Ivanoe Bonomi (* 18. Oktober 1873 in Mantua; † 20. April 1951 in Rom) war ein italienischer Politiker und Präsident des Ministerrats (Ministerpräsident).

## Leben
Bonomi studierte zunächst Naturwissenschaften (Abschluss 1896) und anschließend Rechtswissenschaften (1900). Er schrieb sich im Jahre 1893 in die Sozialistische Partei Italiens (PSI) ein.
Bonomi, der anfänglich für Agrarfragen zuständig war, schrieb auch für die Parteizeitungen Avanti! und Critica Sociale. Für seine Unterstützung des Krieges in Libyen wurde er 1912 aus der PSI ausgeschlossen. Daraufhin gründete er mit anderen die Sozialistische Reformpartei Italiens (PSRI). 1916 wurde er Minister für öffentliche Arbeiten, 1920 Kriegsminister und 1921 Finanzminister. Vom 4. Juli 1921 bis 26. Februar 1922 war Bonomi Ministerpräsident.
Bonomi zog sich mit der Machtübernahme der Faschisten vorübergehend aus der Politik zurück. Während der deutschen Besatzung Roms war er Präsident des antifaschistischen römischen Comitato di Liberazione Nazionale. Nach der Befreiung Roms von der deutschen Besatzung löste er Pietro Badoglio am 18. Juni 1944 als Regierungschef ab, gleichzeitig führte er das Außenministerium. Seine Regierung trat am 19. Juni 1945 zurück. In der 1946 gegründeten Republik war Bonomi von 1948 bis zu seinem Tod 1951 Präsident des Senats. Er ist auf dem Friedhof von Volta Mantovana begraben.
Bonomis 1947 veröffentlichtes Tagebuch vom 2. Juni 1943 bis 10. Juni 1944 stellt eine wichtige Quelle für diesen Zeitraum dar.

## Schriften
- Diario di un anno (2 giugno 1943–10 giugno 1944). Garzanti, Cernusco sul Naviglio 1947.